# Xperia Z2 Tablet
Xperia Z2 Tablet（エクスペリア ゼットツー タブレット）は、ソニーによって開発された、Android搭載のタブレット型端末である。

## 概要
Xperia Tablet Zの後継モデルで、Xperia Z2 Tablet SOT21・Xperia Z2 Tablet SO-05F(ソニーモバイル製)からau・NTTドコモに関係するアプリとワンセグ・フルセグ・NOTTV(モバキャス・SO-05Fのみ)受信機能、LTE/3G通信機能を省略したものとなる。これ以外はSO-05FおよびSOT21とほぼ同じ機能となる。
店頭モデルでは32GBモデル「SGP512JP/B・W」が販売されるが、ソニーストア限定で16GBモデル「SGP511JP/B」も販売された。
Xperia Z2 Tablet共通の特徴としてグーグルが提供しているオンラインサービスとの連携が図られている。また、フルHD対応の10.1インチディスプレイを採用している。

## 搭載アプリ
連絡先
メッセージ
Eメール
カレンダー
カメラ
テレビ
FMラジオ
アラームと時計
電卓
ノート
リモコン
ブラウザ
ファイル転送
設定
取扱説明書
oficeSuite
WALKMAN
アルバム
ムービ
Sonyselect
ニュースsocialie
playストア
NOTTV
音声検索
ドコモ電話帳
Dメニュー
Dマーケット
メディアプレイヤー
ICタグ・バーコードリーダー
災害用キット
ハングアウト
Gmail
Google+
フォト
Music Unlimited
Video Unlimited

## 歴史
- 2014年
  - 5月8日 - ソニー及びソニーモバイルより公式発表[3]。
  - 5月31日 - 発売開始。

## アップデート・不具合など
2014年8月5日のアップデート
- タッチパネルの操作性を向上。
- マルチユーザーを設定した際、Homeが選択出来なくなる症状が改善される。
- ChromeのHome画面がMy Tabletに変更される。
- ビルド番号が17.1.2.A.0.314になる
- その他機能向上

2014年11月26日のアップデート
- Android 4.4.4にアップデートされる。
- ハイレゾ音源のヘッドホン出力に対応する、これに伴いサウンド設定の項目が一部統一される。
- Playstation 4のリモートプレー機能に対応する。
- カメラアドオンにARファン、サウンドフォト、マルチカメラが追加される。
- Xperiaホームのアップデートに伴い1ページに配置可能なアプリの数が最大56個から35個に減少し、ドロワーボタンの位置が右上から中央に移動される。
- Lifelog、Moviecreator、Moraアプリの追加
- Pixlr Expressアプリがシステムアプリから外れたことにより削除可能になる。
- 一部のウィジェットが仕様変更で一時的に消える、もしくはウィジェット自体が削除される
- キーボードアプリのPOBoxがアップデートされ50音入力に対応する。
- ビルド番号が23.0.1.A.4.30になる。

2015年7月31日のアップデート
- Android 5.0.2にアップデートされる。
- ロック画面に表示される時計のデザインを3種類の中から選べるようになるが、ウィジェットが置けなくなる。
- 戻る、ホーム、タスクのアイコンが変更される。
- 設定アプリのアイコン及びレイアウトが変更される。
- 通知画面及び、クイック設定のレイアウトが変更され、クイック設定の移動可能なアイコンが最大4x3+1の13個から3x3の9個になる。
- 通知、タスクの全終了ボタンのアイコンが変更される。
- メール、カレンダーアプリのUIが変更される。
- 更新センターがシステムアップデート時を除き使用できなくなり、アプリの更新はWhat's newアプリから行うようになる。
- USB経由でハイレゾ音源を再生する際4.4.4では設定を有効にしないと使用できなかったが、本バージョンからは接続時に自動的に有効になるようになった。
- 電卓アプリで計算結果のコピー&ペーストが出来なくなる。
- SensMe slideshowアプリが削除される。
- ビルド番号が23.4.A.0.570になる

2015年10月6日のアップデート
- セキュリティ機能の修正
- ビルド番号が23.4.A.1.200になる